# Битва за Шербур

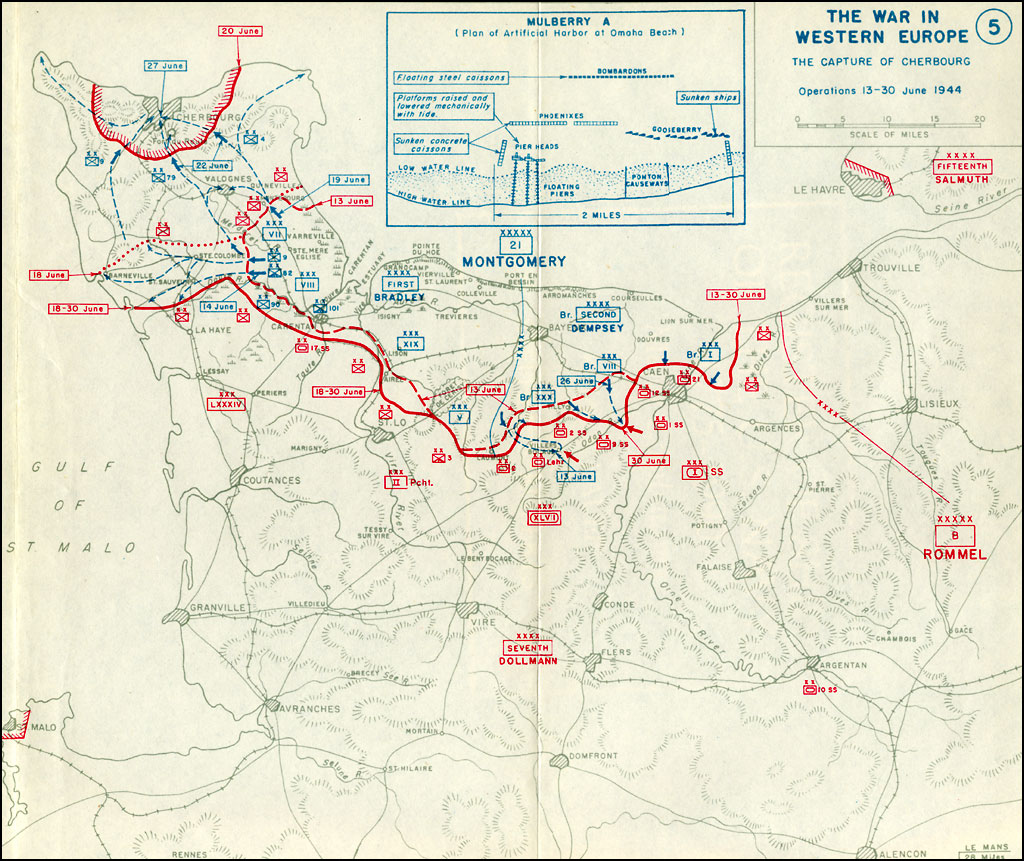
Загальний стан сторін на момент штурму Шербура. 13-30 червня 1944

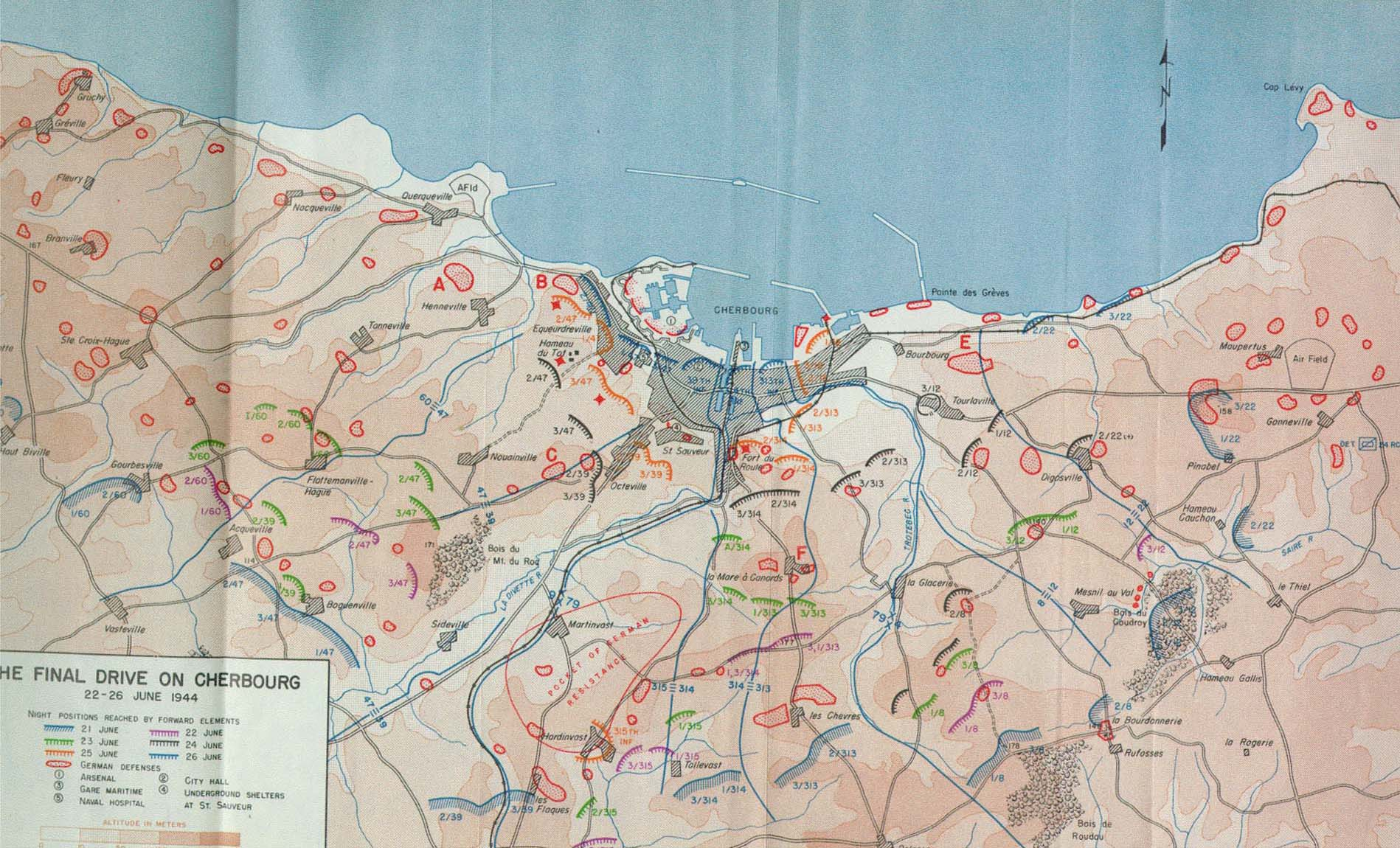
Карта бойових дій із захвату Шербура

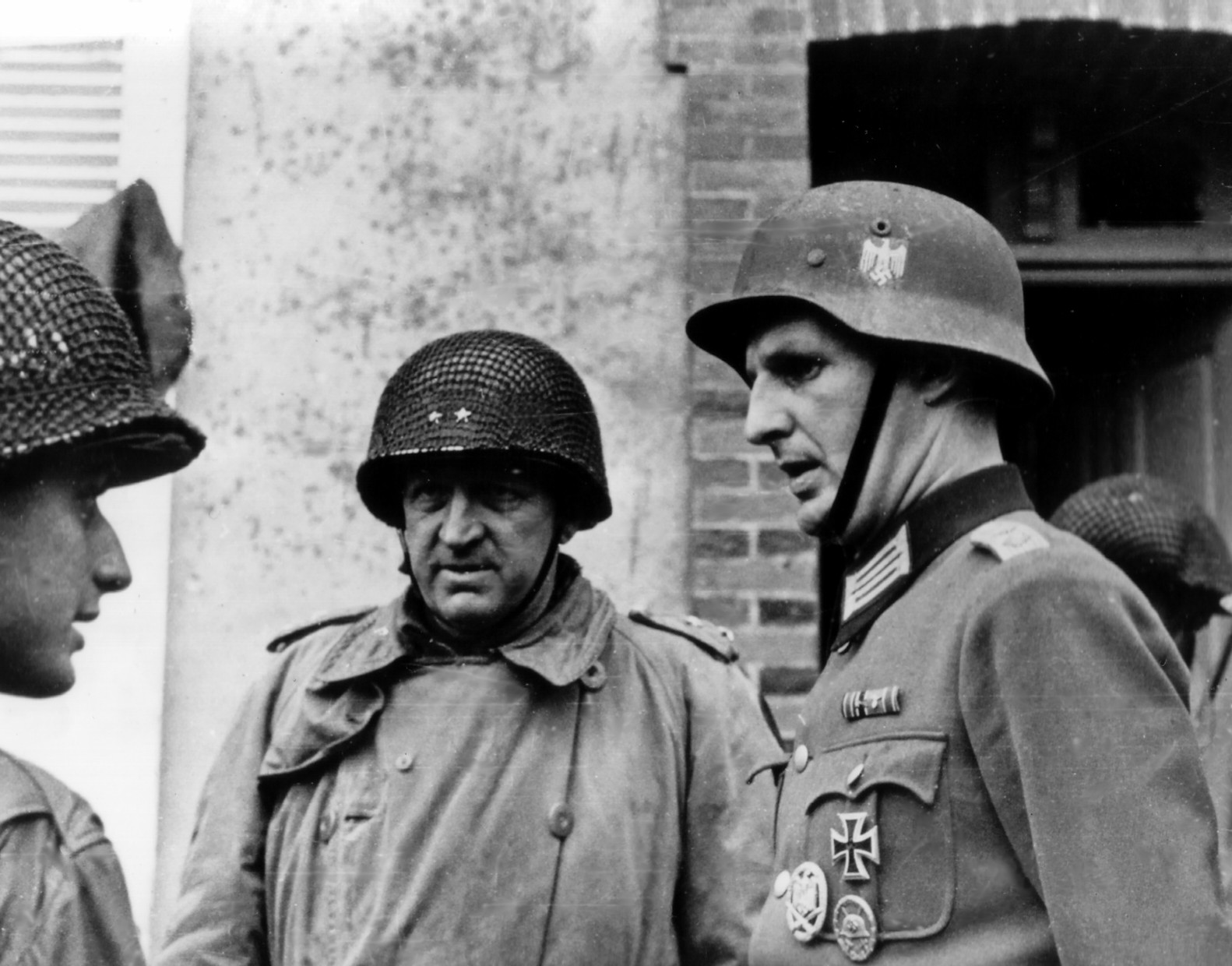
Американські офіцери ведуть допит полоненого німецького офіцера. Шербур. 26/27 червня 1944

Битва за Шербур (англ. Battle of Cherbourg) — битва за оволодіння союзниками важливого морського порту на північному узбережжі Франції, що велася 18 — 30 червня 1944 між частинами американських збройних сил та військами вермахту в ході Нормандської операції під час Другої світової війни.

## Історія
В процесі розробки плану операції «Оверлорд», штаб союзників вважав, що необхідно забезпечити якомога скоріше захоплення глибоководного порту, щоб дозволити доставити на континент озброєння, підкріплення безпосередньо із США. Без наявності такого порту обладнання, устаткування, боєприпаси, упаковані для перевезення морем, спочатку потрібно було б розвантажити у британських портах, розпакувати, гідроізолювати, а потім перевантажити на десантні кораблі та судна для подальшого перевезення до Франції. Шербур, що знаходився на північній околиці півострова Котентен, був найбільшим портом, до якого можна було дістатися з плацдармів, що планувалося захопити в ході висадки.
Спочатку за задумом операції союзники вирішили не висаджуватися безпосередньо на півострів Котантен, оскільки цей сектор буде відокремлений від основних висадок союзників долиною річки Дуве, яку німці затопили для стримування повітряних десантів. Але, у січні 1944 року щойно призначений головнокомандувачем сухопутними військами для вторгнення у Францію генерал британської армії Бернард Монтгомері, наполіг на розробки зміненого плану з урахування висадки союзних військ саме на півострові Котантен, частково з міркувань розширення фронту вторгнення і, таким чином, запобігання заблокуванню сил вторгнення у вузькому просторі, а також для можливості якомога швидкого захоплення Шербура.
Опівночі 6 червня 6 парашутних полків 2-х повітрянодесантних дивізій США та 2 десантні бригади 6-ї повітрянодесантної дивізії Великої Британії висадилися першою хвилею у східній частині півострову Котантен та біля міста Кан із завданням сприяти вторгненню основних сил морського десанту на флангах зони висадки.
На американський плацдарм «Юта» висаджувалися сили VII американського корпусу. У першій хвилі висадки йшли підрозділи 4-ї піхотної дивізії під командуванням заступника командира дивізії бригадного генерала Т. Рузвельта-молодшого, сина 26-го президента США Теодора Рузвельта. Вже через 3 години змогли звільнити від німецьких військ плацдарм і забезпечити зустріч головних сил десанту.
Відразу після висадки пріоритетом для сил, що висадилися на плацдармі «Юта» було з'єднання з основними десантами союзників далі на схід. 9 червня 101-ї повітрянодесантної дивізії вдалося перетнути долину річки Дуве і наступного дня захопити Карантан. Після жорстоких боїв за Карантан повітрянодесантні війська змогли взяти місто, забезпечивши союзникам безперервний фронт.
Цей успіх дозволив VII корпусу просунутися далі на захід і відрізати півострів Котентен. Незабаром додаткові три піхотні дивізії висадилися для посилення корпусу. Командир корпусу генерал-майор Дж. Лоутон Коллінз стрімко рушив свої війська вперед, замінюючи в разі необхідності підрозділи в першому ешелоні або навіть звільняючи з посад офіцерів, якщо просування вперед було надто повільним.
Німцецьке угруповання, що опинилося перед фронтом наступу VII корпусу, являло собою суміш полків та бойових груп з декількох дивізій, багато з яких уже зазнали значних втрат у боях з американськими десантниками в перші дні висадки. Дуже мало німецьких бронетанкових або моторизованих сил могли бути направлені на цю ділянку фронту через загрозу Кану, що утворилася на сході смуги вторгнення.
За станом на 16 червня перед американцям не лишилося жодних природних перешкод. Німецьке командування перебувало в повній розгубленості. Ервін Роммель та інші командири докладали чимало зусиль, намагаючись відвести свої війська в більш-менш впорядкованому вигляді до Атлантичного валу, де закріпитися у фортифікаційних спорудах Шербура, де вони могли певний час витримати облогу. Водночас Адольф Гітлер вимагав, щоб вони тримали оборону на нинішніх лініях, хоча це загрожувало катастрофою.
Пізніше 17 червня Гітлер погодився, що війська можуть відступити, але уточнив, що вони повинні зайняти нову оборонну лінію, що охоплювала весь півострів на південь від Шербура, але абсолютно не була пристосована до оборони. Роммель протестував проти цього наказу, але тим не менше він звільнив генерала Фармбахера, командира LXXXIV корпусу, який, на його думку, намагався відступитися від наказу.
18 червня 9-та піхотна дивізія США прорвалася до західного узбережжя півострова, відрізавши гарнізон Шербура від можливості прориву будь-якого потенційного підкріплення. Протягом 24 годин 4-та, 9-та та 79-та піхотні дивізії утворили навколо обложеного міста широкий фронт. Американці виявили кілька великих тайників крилатих ракет V-1, а також пускові установки балістичних ракет V-2 у Брі.
За два дні американські дивізії підійшли на відстань ведення вогню своєю артилерією по позиціях німців у Шербурі. Командир гарнізону генерал-лейтенант Карл-Вільгельм фон Шлібен мав 21000 осіб, але багато хто з них належав до резервістів військово-морського персоналу, який набирався поспіхом або до трудових підрозділів. Бойові формування, що відступили до Шербура (включаючи залишки 709-ї дивізії власно фон Шлібена), були втомленими та дезорганізованими. Їжі, палива та боєприпасів хронічно не вистачало. Люфтваффе скинуло кілька партій припасів, але в основному це були предмети, такі як Залізні хрести, що мали на меті зміцнити моральний дух гарнізону, а ні те, чого не вистачало для утримання обложеного міста. Тим не менш, фон Шлібен відхилив ультиматум про капітуляцію і розпочав підготовку портових споруд та об'єктів інфраструктури до підриву, щоб вони не дісталися союзникам.
22 червня Коллінз розпочав загальний штурм. Спочатку опір був жорстким, але американці повільно та наполегливо вибивали німців з бункерів та бетонних укрить. 25 червня до бомбардувань німецьких позицій приєдналися бойові кораблі союзників. 26 червня британський елітний підрозділ, 30-й загін командос, розпочав штурм Октевіля — передмістя на південному заході від Шербура. Британські командос захопили тут штаб військово-розвідувальної служби Крігсмаріне на віллі Меуріче, разом з 20 офіцерами та 500 військовими. Того ж дня 79-та дивізія захопила форт дю Руль, який домінував над містом та його обороною. Це закінчило будь-яку організовану оборону. Фон Шлібен був взятий у полон. 29 червня здалися останні укріплення гавані та арсенал.
До 1 липня тривали осередкові бої в місцях, де німці відмовили скласти зброю.